# Безбардис, Каспар Эрнст
Каспар Эрнст (Каспарович) Биезбардис (Безбардис) (1806—1886) — латышский писатель, популяризатор науки, один из основных идеологов движения младолатышей.

## Биография
Происходил из крестьянской семьи, жившей близ Риги, на реке Булльупе. Родился 26 ноября (8 декабря) 1806 года. Его отец постарался дать сыну образование в гимназии; В 1823—1826 годах Биезбардис слушал лекции по философии и богословию в Дерптском университете. В 1828 году он получил место преподавателя, а потом инспектора в Феллинском училище.
В 1853 году, по расстроенному здоровью, оставил службу и поселился в Риге. В это время среди латышей началось русофильское движение, встреченное крайне враждебно местным немецким дворянством. К партии латышей-патриотов примкнул и Биезбардис; в 1-м номере латышской газеты «Peterburgas Awises», издававшейся в Санкт-Петербурге, в 1862 году он поместил статью «Тысячелетие Российского Государства», в которой высказывал нескрываемые симпатии латышского патриота к русскому государству и народу. Ещё резче эти симпатии выразились в составленном Биезбардисом и, по его почину, поднесённом латышами в 1863 году, по случаю польского мятежа, верноподданническом адресе императору Александру II. Однако в том же году Биезбардис был признан «вредным человеком для Прибалтийского края» и выслан из Прибалтики в Московскую губернию, — в Клин. Но вскоре интрига была раскрыта и Биезбардис возвратился на родину, где получил место учителя немецкого языка в Рижской духовной семинарии, а затем (с 01.02.1871) — преподавателя латышского языка в Александровской гимназии в Риге. Биезбардису было разрешено издавать в Риге, на латышском языке, политическую, научную и литературную газету «Pasaule un daba» («Мир и природа»).
Последние годы Биезбардис провёл в Москве.
Умер 31 августа (12 сентября) 1886 года в Москве.

## Творчество
К. Э. Биезбардис напечатал несколько замечательных исследований по латышскому языку, в которых доказывал единство происхождения и родство латышей со славянами. Ту же конечную цель имели и его исследования о скифах Геродота. Затем он составил для латышей первый учебник геометрии; писал статьи на латышском языке о философии Канта и Гегеля, перевел на латышский язык «Германию» Тацита и «Песнь о колоколе» Шиллера. Публицистическая деятельность Биезбардиса в значительной степени содействовала подъёму самосознания среди латышей, чем положена была преграда их онемечению, с которым Биезбардис боролся всю жизнь.